# Hylaeus timberlakei
Hylaeus timberlakei là một loài Hymenoptera trong họ Colletidae. Loài này được Snelling mô tả khoa học năm 1970.